# El Panecillo
El Panecillo (Spaans: panecillo; een klein broodje) is een 200 meter hoge heuvel in Quito, de hoofdstad van Ecuador.
De heuvel ligt op 3.016 meter boven de zeespiegel en is van vulkanische oorsprong. De naam die de oorspronkelijk bewoners gebruikten was Yavirac. Volgens Juan de Velasco, jezuïet en historicus, was er op de top een tempel waar de indianen de zon aanbaden. Deze tempel zou verwoest zijn door de Spaanse conquistadores. De weg omhoog naar top van El Panecillo heet Melchor Aymerich.

## De maagd van Quito
In 1976 ontwierp de Spaanse kunstenaar Agustín de la Herrán Matorras, in opdracht van de religieuze orde der Oblaten, een 45-meter hoog aluminium monument van een Madonna. Het beeld is op de top van El Panecillo gemonteerd op een hoog voetstuk. Het is gemaakt van zevenduizend stukjes aluminium. Het werd op 28 maart 1976 ingehuldigd door de 11e aartsbisschop van Quito, Pablo Muñoz Vega.
De maagd staat op een bol en boven op een slang, wat vaker voorkomt bij madonna's in de klassieke iconografie. Minder traditioneel zijn de vleugels. Mogelijk is zij de enige madonna in de wereld met vleugels als een engel. Het monument is geïnspireerd door het kunstwerk van Bernardo de Legarda met de naam "Virgen de Quito" (Quito's Madonna). Deze uit 1734 stammende madonna siert het hoofdaltaar van de kerk van St. Franciscus.

## Olla de El Panecillo
Een paar meter ten noorden van het madonna-monument is een ingang naar een grote cisterne, de zogenaamde Olla del Panecillo, die volgens de legende oorspronkelijk door de Inca's is gegraven; recent onderzoek leert echter dat de cisterne dateert van na de komst van de Spanjaarden.